# Chang a canestro
Chang a canestro (Chang Can Dunk) è un film del 2023 diretto da Jingyi Shao.

## Trama
Chang è un ragazzo di sedici anni asioamericano che suona nella banda del liceo e che scommette di riuscire a fare canestro entro fine dell'anno scolastico per battere il record di Matt e fare colpo su Kristy, la nuova ragazza del college

## Distribuzione
Il film è stato distribuito sulla piattaforma Disney Plus a partire dal 10 marzo 2023.